# Lasker – Schlechter, Berlin 1910, 10. Wettkampfpartie
Die 10. Wettkampfpartie der Schachweltmeisterschaft 1910 zwischen Weltmeister Emanuel Lasker und seinem Herausforderer Carl Schlechter wurde am 8., 9. und 10. Februar 1910 in Berlin gespielt. Nachdem Lasker die 5. Partie gegen Schlechter in Gewinnstellung noch zum Verlust verdorben hatte, bemühte er sich die nächsten vier Partien vergeblich, seinen Rückstand aufzuholen. Es kamen aber nur vier Remis dabei heraus, womit Schlechter vor der letzten Partie mit 5:4 führte. Hätte Schlechter diese letzte Partie remisiert, wäre er neuer Weltmeister geworden, was letztlich aber nicht geschah.
Schlechter spielte die Eröffnung nicht sehr gut und hatte am Damenflügel schon nach neun Zügen Schwächen, die bei korrekter Spielführung Laskers bereits zum Verlust ausgereicht hätten. Lasker verursachte aber im 15. Zug mit g2–g4 seinerseits Schwächen am Königsflügel. Es folgten stürmische Verwicklungen, an deren Ende (26. Zug) eine unklare Stellung mit schwarzer Initiative herauskam. Schlechter stand nach dem 34. Zug auf Gewinn, doch mit einer fehlerhaften Kombination, beginnend im 37. Zug, glich sich die Stellung wieder aus. Nach einem fehlerhaften Schachgebot der schwarzen Dame verblieb Lasker mit der Mehrqualität ohne schwarze Kompensation und gewann nach 71 Zügen; damit blieb er Weltmeister.

## Partieverlauf
1. d2–d4 d7–d5 2. c2–c4 c7–c6 3. Sg1–f3 Sg8–f6 4. e2–e3 g7–g6
Schlechter führt eine später nach ihm benannte Variante in der Slawischen Verteidigung ein, womit er Lasker überraschte. Nach eigenen Angaben wollte Schlechter die Partie nicht auf Remis spielen und wählte deshalb diese Fortsetzung.
5. Sb1–c3 Lf8–g7 6. Lf1–d3 0–0 7. Dd1–c2
Lasker will Lg4 vermeiden, doch der Damenzug ist Tempoverlust. Besser laut Smyslow: 7. 0–0 Lg4. 7. h2–h3 erfüllt ebenfalls seinen Zweck.
7. … Sb8–a6?!
Schlechter: Eine sehr gewagte Unternehmung, ein solider Zug wäre 7. … Sbd7 gewesen.
Tarrasch: Am besten entwickelt er den Damenspringer über d7 nach b6, um entweder den Zug b2–b3 zu provozieren, worauf der Lg7 gefährlich werden könnte, oder c4–c5, worauf Schwarz sich mit e7–e5 günstig stellt. Am Rand steht der Springer natürlich ziemlich ungünstig.
8. a2–a3
Um Sb4 zu verhindern.
8. … d5xc4?!
Tarrasch: Mit dieser Preisgabe des Zentrums – einer Vorbereitung des folgenden Fehlers – verliert das schwarze Spiel an Halt. Ein relativ günstiger Entwicklungsplan besteht darin, den unglücklichen Springer über c7 und e8 nach d6 zu bringen, sodann Lf5 folgen zu lassen, und nach dem Abtausch des weißen Königsläufers endlich mit dem Springer auf e4 zu landen.
9. Ld3xc4 b7–b5?
Tarrasch: Damit ruiniert Schwarz seinen Damenflügel vollständig und unheilbar. Daher ist seine Partie, weil das weiße Spiel nicht die geringste Schwäche als Kompensation darbietet, von hier an theoretisch als verloren zu betrachten.
10. Lc4–d3 b5–b4?! 11. Sc3–a4 b4xa3 12. b2xa3 Lc8–b7 13. Ta1–b1 Dd8–c7 14. Sf3–e5?!
Tarrasch: Steinitz in seiner guten Zeit hätte kaum ein Dutzend Züge gebraucht, um die schwarze Partie in die Luft zu blasen. Aber Lasker fängt jetzt an, die Bahnen ruhiger, folgerichtiger Entwicklung zu verlassen und nervös den Angriff zu überstürzen, und damit bietet er dem Gegner nach und nach eine Gegenchance... Droht (der Textzug) Lxa6 mit Gewinn des c-Bauern; doch der wäre nicht fortgelaufen und es wäre sicher besser gewesen, auf Verstärkung der Position zu spielen als darauf, den positionellen Vorteil in materiellen umzusetzen.
Kasparow: Die chronischen Schwächen von Schwarz hätten Lasker auf die Idee 14. 0–0!? mit der Folge 14. … Sd7 15. De2 Sab8 16. Ld2 mit erdrückendem weißen Vorteil bringen müssen.
14. … Sf6–h5 15. g2–g4?
Tarrasch: Es ist prinzipiell verfehlt, durch Aufreißung des eigenen Königsflügels dem Gegner eine Kompensation für die ungünstige Lage des Damenflügels zu bieten. Stattdessen konnte Weiß mit 15. f4 den Fehler des vorherigen Zuges mildern.
Lasker: In einer derart wichtigen Partie sind die Gegner leicht erregbar und lassen sich oftmals auf wahre Abenteuer ein...
15. … Lg7xe5?
Dieser Abtausch rechtfertigt Laskers Überlegungen. Besser wäre 15. … Sf6! mit der Folge 16. 0–0 Sd5 17. f4 Sb6 18. Ld2 c5 19. Sxc5 Tac8 und Weiß hat nur geringen Vorteil, da die Demarche des g-Bauern die weiße Position nachhaltig stört und das Spiel an Schärfe gewinnt.
16. g4xh5 Le5–g7 17. h5xg6 h7xg6 18. Dc2–c4
Tarrasch: Droht links auf b7 und a6 und rechts auf g6; beides zugleich lässt sich nicht parieren.
Tarrasch empfiehlt hier 18. f4, um für die weiße Dame die zweite Reihe und den König das Feld f2 zu öffnen, sowie die Blickrichtung der schwarzen Dame nach h2 zu versperren.
18. … Lb7–c8!
Tarrasch: Sagt Weiß jetzt B und schlägt den Bauern g6, so folgt 19. … Le6 20. Da6 fxg6 und Schwarz erlangt einen sehr gefährlichen Angriff. Es droht 21. … Ld5 nebst Dxh2, und auf 19. f4 kann Schwarz den Angriff rücksichtslos mit 19. … g5 einleiten.
19. Th1–g1
Tarrasch: Es ist niemals leicht, das Spiel fortzusetzen, wenn sich die ursprünglich geplante Spielweise als ungünstig erwiesen hat. Mit dem Textzug will Lasker dem Gegner suggerieren, dass er immer noch der Angreifer ist und das Gesetz des Handelns diktieren kann. Denn sonst hätte 19. Ld2 den Vorzug verdient, um die Entwicklung fortzusetzen und dann – falls nicht 19. … e5 geschieht – mit 20. f4 oder selbst mit 20. 0–0 fortzusetzen.
Kasparov: Ein attraktiver Zug, der die Drohung Txg6 aufbaut.
19. … Dc7–a5+ 20. Lc1–d2 Da5–d5 21. Tb1–c1 Lc8–b7 22. Dc4–c2
Lasker lehnte den Damentausch wohl psychologisch ab, um das Spiel zu komplizieren.
22. … Dd5–h5
Damit attackiert die Dame den Bauern h2.
23. Ld3xg6?!
Lasker unterschätzt das Gegenspiel in der offenen f-Linie.
23. … Dh5xh2 24. Tg1–f1 f7xg6 25. Dc2–b3+ Tf8–f7 26. Db3xb7 Ta8–f8
Die schwarze Position wird unklar.
27. Db7–b3?
Tarrasch: Weiß macht den ersten besten Zug, aber nicht den besten. Viel eher zu empfehlen ist, den feindlichen Angriff jetzt mit 27. f4 abzuwehren. Denn dann muss Schwarz auf die Deckung seines Springers bedacht sein und ihn nach b8 ziehen, wo er viel schlechter steht als auf c7; er braucht ja von b8 aus ein Tempo mehr, um auf ein Feld zu gelangen, wo er Wirkung ausübt. Nach 27. f4 Sb8 konnte Weiß immer noch der Drohung e7–e5 ausweichen und 28. Db3 ziehen. Entfesselt Schwarz dann wie in der Partie den Turm mit 28. … Kh8, hat Weiß Zeit, dem drohenden Angriff g6–g5 zu begegnen, nämlich sehr einfach mit 29. Sc5 nebst Se6. Überhaupt kommt dieser Springer endlich wieder wirksam ins Spiel, und sein Eingreifen auf e6 droht direkt die Entscheidung zu bringen. Nun hat freilich Schwarz nach 27. f4 Sb8 28. Db3 die Chance, mit 28. … Dg3+ 29. Kd1 Lxd4 einen Bauern zu erobern, doch dieser Bauerngewinn ist trügerisch, weil Weiß dann rasch zu einer Konzentration aller seiner Streitkräfte gelangt, und ein entscheidender Angriff wäre die Folge gewesen, nämlich: 30. Kc2 Lg7 31. Sc5 (stellt den schwarzen Springer patt und droht Qualitätsgewinn durch 32. Se6 nebst 33. Sg5), eventuell gefolgt von 32. Tg1. Die Fortsetzung 27. f4 nebst 28. Db3 hätte die Verteidigungsfähigkeit der weißen Partie gefördert, den Angriff wieder aufgefrischt und dem Weißen auf alle Fälle ein vortreffliches Spiel verschafft.
27. … Kg8–h8 28. f2–f4 g6–g5 29. Db3–d3 g5xf4 30. e3xf4
Natürlich nicht 30. Dxa6?? wegen fxe3 und Schwarz gewinnt.
30. … Dh2–h4+ 31. Ke1–e2 Dh4–h2+ 32. Tf1–f2 Dh2–h5+ 33. Tf2–f3 Sa6–c7 34. Tc1xc6
Tarrasch: Unglaublich! Diese Situation, wo ihm von allen Seiten Verderben droht, benutzt Lasker dazu, einen Bauern zu verspeisen! Dies erinnert an den General, der sich im dicksten Kugelregen eine Zigarre anzündet! – Unter allen Umständen musste er jetzt seinen Springer, den einzigen Trost über seine jetzt klägliche Stellung nur in der gleichartigen seines Antagonisten hätte finden können, zur Verteidigung wie zum Angriff heranziehen: Sa4–c5–e6.
34. … Sc7–b5 35. Tc6–c4
| \| \| a \| b \| c \| d \| e \| f \| g \| h \| \| \| 8 \| \| \| \| \| \| \| \| \| 8 \| \| 7 \| \| \| \| \| \| \| \| \| 7 \| \| 6 \| \| \| \| \| \| \| \| \| 6 \| \| 5 \| \| \| \| \| \| \| \| \| 5 \| \| 4 \| \| \| \| \| \| \| \| \| 4 \| \| 3 \| \| \| \| \| \| \| \| \| 3 \| \| 2 \| \| \| \| \| \| \| \| \| 2 \| \| 1 \| \| \| \| \| \| \| \| \| 1 \| \| \| a \| b \| c \| d \| e \| f \| g \| h \| \| Stellung nach dem 35. Zug von Weiß |   |   |   |   |   |   |   |   |   |
| | a | b | c | d | e | f | g | h |   |
| 8 |   |   |   |   |   |   |   |   | 8 |
| 7 |   |   |   |   |   |   |   |   | 7 |
| 6 |   |   |   |   |   |   |   |   | 6 |
| 5 |   |   |   |   |   |   |   |   | 5 |
| 4 |   |   |   |   |   |   |   |   | 4 |
| 3 |   |   |   |   |   |   |   |   | 3 |
| 2 |   |   |   |   |   |   |   |   | 2 |
| 1 |   |   |   |   |   |   |   |   | 1 |
| | a | b | c | d | e | f | g | h |   |

35. … Tf7xf4?
Die Kombination ist fehlerhaft, wie man gleich sehen wird. Schlechter hatte den 37. Zug mit Zwischenschach übersehen. Sofort entschieden hätte laut Tarrasch 35. … Sd6 36. Tc5 Sf5 37. Ke1 Dh4+ 38. Kd1 Dg4 39. Kc1 Dg1+ 40. Tf1 Dxd4 41. Dxd4 Sxd4 mit gewonnenem Endspiel.
36. Ld2xf4 Tf8xf4 37. Tc4–c8+ Lg7–f8 38. Ke2–f2 Dh5–h2+ 39. Kf2–e1 Dh2–h1+?
Mit 39. … Dh4+ konnte Schwarz das Remis erzwingen.
40. Tf3–f1 Dh1–h4+ 41. Ke1–d2 Tf4xf1 42. Dd3xf1 Dh4xd4+ 43. Df1–d3
Nunmehr steht Lasker eindeutig besser und auf Gewinn.
43. … Dd4–f2+ 44. Kd2–d1 Sb5–d6 45. Tc8–c5 Lf8–h6 46. Tc5–d5 Kh8–g8 47. Sa4–c5 Df2–g1+ 48. Kd1–c2 Dg1–c1+ 49. Kc2–b3 Lh6–g7 50. Sc5–e6 Dc1–b2+ 51. Kb3–a4 Kg8–f7 52. Se6xg7 Db2xg7 53. Dd3–b3 Kf7–e8 54. Db3–b8+ Ke8–f7 55. Db8xa7
Mit dem Fall des Bauern a7 ist die Stellung von Schwarz endgültig verloren. Nun kann Schlechter den Widerstand nur noch verlängern, doch Lasker gibt sich keine Blöße mehr.
55. … Dg7–g4+ 56. Da7–d4 Dg4–d7+ 57. Ka4–b3 Dd7–b7+ 58. Kb3–a2 Db7–c6 59. Dd4–d3 Kf7–e6 60. Td5–g5 Ke6–d7 61. Tg5–e5 Dc6–g2+ 62. Te5–e2 Dg2–g4 63. Te2–d2 Dg4–a4 64. Dd3–f5+ Kd7–c7 65. Df5–c2+ Da4xc2+ 66. Td2xc2+ Kc7–b6 67. Tc2–e2 Sd6–c8 68. Ka2–b3 Kb6–c6 69. Te2–c2+ Kc6–b7 70. Kb3–b4 Sc8–a7 71. Kb4–c5 Schwarz gab auf, womit Lasker im letzten Moment seinen Weltmeistertitel verteidigt hat. 1:0